# 天地を喰らう
『天地を喰らう』（てんちをくらう）は、本宮ひろ志による日本の漫画。『週刊少年ジャンプ』（集英社）において、1983年から1984年まで連載された。

## 概要
『三国志演義』を基にしているが、天界や魔界などが登場するなどオリジナルストーリーに近い内容になっている。未完。単行本7巻、総集編5巻、デラックス版4巻、文庫版4巻、SJR版4巻。
物語としては劉備が国を興す前で終了している。これについて作者の本宮は、単行本7巻（最終巻）巻末のあとがきにて、「ジャンプのアンケートではかなり（順位が）低かったので連載は終了してしまったが、愛着がある作品だった。」と語ったが、のちに『コミックGON!』創刊号（ミリオン出版）で当時の『週刊少年ジャンプ』各号のアンケート結果が公開されており、本作はアンケート人気の上位だったことが判明している。
ただし、連載中にジャンプ編集部を訪れた当時の「漫画家志望者」が偶然見てしまった際のアンケート順位は、ブービーであった表紙(キン肉マン)にも負け最下位であったとの証言もあり週ごとの変動が大きかった。
2003年になり、本宮が出版した自伝『天然まんが家』236頁では、『三国志』原作に縛られてしまい、やる気が失せたために自ら申し出て連載を辞めたと記されている。

## 特色
人間の住む世界の他に天界・魔界・地獄界が存在するという伝奇的要素を加えている。
天界を率いる竜王の娘が若返るための儀式として、地上の人間と定期的に交わっている。交わった男は何でも望みを叶えることができる。それによって曹操は天下を、孔明は知識を、劉備は肝っ玉を得る。なお、曹操と劉備は同一の竜神「竜王の娘・嵐（らん）」と交わったが、実は劉備は天女とは交わっていなかった。
劉備が退治した黄巾賊首領張角の正体は「魔界の王」幻鐘（げんしょう）大王であり、その死体を108に分割したものが108の魔星となり、108人に降り戦乱の元凶となる。劉備・曹操にも落ち、劉備以外は魔性の虜になる。
天界の竜王をも従える「全宇宙の支配者」王皇大帝が、戦乱に明け暮れる人類に怒り抹殺を宣言するが、竜王の懇願で劉備の働きを条件として保留され、嵐からその取り決めを知らされた劉備が物事の森羅万象を収め天下を統一する聖天子たるを宣言するための儀式「封禅の儀」に臨むところで終了する。

### 劉備陣営
- 劉備と諸葛亮がほぼ同い年。
- 初登場時の劉備はセコい小悪党の少年であり、呑邪鬼の肝臓を食うことで、「肝っ玉」を身につけ、大人物の青年となる。
- 関羽が（実年齢の設定は無いが作画上は）劉備より年上。張飛は隻眼。3人が義兄弟になった時に劉備が長兄となったのは、その貫禄（肝っ玉）によるものである。また肝っ玉を身に付けた劉備は、関羽・張飛に匹敵あるいは上回る武力を持っている。
- 劉備・関羽・張飛の義兄弟の契りは2度行われており、1度目は戦乱で荒れ果てた瓦礫の中で、2度目は董卓一党が盗掘していた漢王室の墳墓の中で行われている。
- 趙雲は、先に諸葛亮と知り合い、彼と共に劉備のもとへと馳せ参じる。
- 劉備の部下としてオリジナルキャラクターが登場する。火薬を扱う火虎、山賊の宋兄弟、海賊の周超・王貴・揚謹など。物語の終盤に呉軍の急襲を受けて全員が戦死している。
- 董卓に対する連合軍が解散したのち、劉備はすぐに荊州の劉表の元に身を寄せている。

### 曹操陣営
- 曹操は、当初は劉備と対を成す人物として描かれるが、物語が進むに連れて他の群雄と一緒くたに扱われていく。董卓軍との戦いでは存在感を保っていたが、終盤になると人民の苦しみを省みない権力者として描かれる（ただしこれは前述した通り、108の魔星のひとつが落ちたのも原因である）。
- 虎牢関の戦い後、曹操軍が董卓軍に追撃をかけていない。ただし、虎牢関の戦い後の時点で2000いたはずの手勢が、連合軍解散時だと200足らずに減少していた（減少理由は不明）。

### 呂布陣営
- 呂布と貂蝉は、丁原の妹と西洋の絹商人との間に産まれた実の兄妹（丁原とは血の繋がった実の甥姪）。また、漢人と西洋人種の混血児でもあり、黄金の髪を生やした美男美女として描かれる。
- 貂蝉は謀略の才・強い我欲・たぐいなき美貌を兼ね備えた人物として描かれる。呂布を巧みに誘導し、丁原を裏切り、さらには董卓を裏切り、漢の宮廷を掌握する。
- 呂布は関羽と互角に渡り合うほどの卓越した武芸者であるが、反面我欲に乏しく、貂蝉の謀略を恐れながらもそれに従う立場となっている。また、丁原と目通りする前に即位前の献帝（劉協）を救い、その聡明さに惹かれていた。
- 終盤、「聖天子が現れた」と聞いた呂布が「次なる天子はわしじゃ」と発言し、貂蝉をも驚愕させる。

### 他勢力
- 献帝（劉協）は即位前に呂布と出会い、恩を受ける。それゆえ、呂布が董卓を抹殺した直後に「呂布こそ余の宝」と宣言し丞相に任命、宮廷掌握を手助けする。
- 孫堅が虎牢関の戦いで戦死し、孫策が早い段階で後を継いでいる。また、連合軍解散後は袁術に従属せず、兵糧を差し止めた怨みで戦端を開く。
- 周瑜が孫堅から「甥」と呼ばれているが、実際に血縁があるのか、親同士が義兄弟なのかは不明。

## ゲーム
カプコンから、本作を基にしたファミリーコンピュータ用ロールプレイングゲームが発売されたほか、アーケードゲームが稼動され、ヒットした。
セガのオンライントレーディングカードアーケードゲーム『三国志大戦2』において、本作の劉備・関羽・張飛が「レジェンドカード」として登場している。さらにVer2.1で諸葛亮・趙雲・呂布・馬超（原作未登場の馬超は新規に描き下ろされている）が追加された。
パソコン版はウィンキーソフト、PCエンジン版はNECアベニュー、パチスロはロデオ、パチンコは豊丸産業、ソーシャルゲームはCROOZ。それ以外の作品はカプコンが制作・販売。なお、カプコン製作のゲームは、原作に登場する天上界、魔界のキャラクターは登場しない。

### パソコン（PC88/X1）
天地を喰らう 魔界三国志
ロールプレイングゲーム。劉備たち武将を動かして、原作に登場する魔界の怪物を退治する。

### ファミリーコンピュータ
天地を喰らう (ファミリーコンピュータ)
ロールプレイングゲーム第1作。
ビジュアル面では本宮ひろ志の絵柄を使用しているものの、物語は原作漫画とは異なり、原典である三国志演義にほぼ忠実なものとなっている。
HPが兵士数になっており、減少に伴い相手に与えるダメージも減るのが特徴。
天地を喰らうII 諸葛孔明伝
ロールプレイングゲーム第2作。
1作目と同じく、物語は三国志演義に沿ったものとなっており、劉備が袁術の討伐に旅立つところから始まる。
ゲームバランスが良く評価が高い。

### スーパーファミコン
天地を喰らう 三国志群雄伝
シミュレーションゲーム。

### ゲームボーイ
天地を喰らう (ゲームボーイ)
ロールプレイングゲーム。前半はシナリオに沿ったRPGだが、中盤でシナリオは終了し以降は中国全土を回る城取りモードとなる。

### アーケード
天地を喰らう (アーケードゲーム)
アクションゲーム第1作。2人同時プレイ可。プレイヤーは劉備、関羽、張飛、趙雲から選択。馬に乗って左右攻撃ボタン、計略ボタンを駆使して戦う。黄巾賊の乱から始まり、董卓打倒までのストーリー。
家庭用ゲーム機では唯一PCエンジンSUPER CD-ROM2に移植された。
天地を喰らうII 赤壁の戦い
アクションゲーム第2作。『ファイナルファイト』タイプの横スクロールベルトアクション。プレイヤーは関羽、張飛、趙雲、黄忠、魏延から選択。家庭用ゲーム機ではセガサターンとPlayStationに移植されたのち、『カプコン ベルトアクション コレクション』に収録されている。
アジア向けタイトル名は『三國誌II』。

### パチスロ
天地を喰らう（パチスロ）
ロデオが展開しているパチスロ「本宮ひろ志」シリーズで初の3DCGを駆使した演出が特徴。また、天上界の天女などの原作のキャラクターも登場。

### パチンコ
CR 天地を喰らう
パチスロ版同様、天上界の天女などの原作のキャラクターも登場。3DCGを駆使したリーチ演出もある。

### ソーシャルゲーム
天地を喰らう
Mobageと、mixiゲームで運営している基本プレイ無料（ガチャプレイ有料）のカードバトルゲーム。原作のキャラクター以外に、本宮ひろ志描き下ろしの三国志の武将（カプコンのゲームとは別デザイン）が登場。